# Birds of Fire
Birds of Fire es el segundo álbum de estudio de la banda estadounidense de jazz fusión Mahavishnu Orchestra, lanzado el 29 de marzo de 1973. Ocupa el puesto 15 en el Billboard 200 de 1973. Actualmente, como su álbum predecesor, está considerado un trabajo pionero en la fusión del rock y el jazz.
La fama adquirida tras el lanzamiento de The Inner Mounting Flame convencería a la banda de trabajar nuevamente en estudio. A diferencia de su primer trabajo, donde todas las piezas fueron compuestas por John McLaughlin, en este álbum se incluye una composición de Miles Davis titulada como «Miles Beyond». La parte posterior de la carátula del álbum contiene Revelation, un poema de Sri Chinmoy.
Este sería el último álbum de estudio con la formación original de la banda. El mismo año lanzarían Between Nothingness & Eternity —álbum en vivo con material de The Lost Trident Sessions, grabado al mismo tiempo que Birds of Fire y publicado recién en 1999—, tras lo cual la agrupación se enfrascaría en una serie de conflictos que finalizarían con su disolución. Más tarde McLaughlin reclutaría a otros miembros y usaría el nombre de la Mahavishnu Orchestra para lanzar nuevo material de estudio a partir de 1975.

## Lista de canciones
| N.º | Título                            | Duración |  |
| 1.  | «Birds of Fire»                   | 5:50     |  |
| 2.  | «Miles Beyond»                    | 4:47     |  |
| 3.  | «Celestial Terrestrial Commuters» | 2:54     |  |
| 4.  | «Sapphire Bullets of Pure Love»   | 0:24     |  |
| 5.  | «Thousand Island Park»            | 3:23     |  |
| 6.  | «Hope»                            | 1:59     |  |
| 7.  | «One World»                       | 9:57     |  |
| 8.  | «Sanctuary»                       | 5:05     |  |
| 9.  | «Open Country Joy»                | 3:56     |  |
| 10. | «Resolution»                      | 2:09     |  |

## Créditos

### Mahavishnu Orchestra
- John McLaughlin – guitarra, sintetizador
- Billy Cobham – batería, percusión
- Jan Hammer – piano, teclados, sintetizador, Moog modular
- Rick Laird – voz, bajo
- Jerry Goodman – violín

### Producción
- Mark Wilder – masterización
- Jim Green – ingeniero
- Ken Scott – ingeniero

### Ilustración
- Urve Kuusik – fotógrafo[2]